# Granges-sur-Aube
Granges-sur-Aube ist eine französische Gemeinde mit 182 Einwohnern (Stand: 1. Januar 2022) im Département Marne in der Region Grand Est. Sie gehört zum Arrondissement Épernay und zum Kanton Vertus-Plaine Champenoise. 

## Lage
Sie ist umgeben von folgenden Nachbargemeinden:
|         | Marsangis                                   |                   |
| Anglure | Kompassrose, die auf Nachbargemeinden zeigt | Vouarces          |
| Bagneux |                                             | Étrelles-sur-Aube |

## Bevölkerungsentwicklung
| Jahr                       | 1962 | 1968 | 1975 | 1982 | 1990 | 1999 | 2008 | 2018 |
| -------------------------- | ---- | ---- | ---- | ---- | ---- | ---- | ---- | ---- |
| Einwohner                  | 191  | 175  | 168  | 157  | 126  | 124  | 170  | 184  |
| Quellen: Cassini und INSEE |      |      |      |      |      |      |      |      |

## Sehenswürdigkeiten

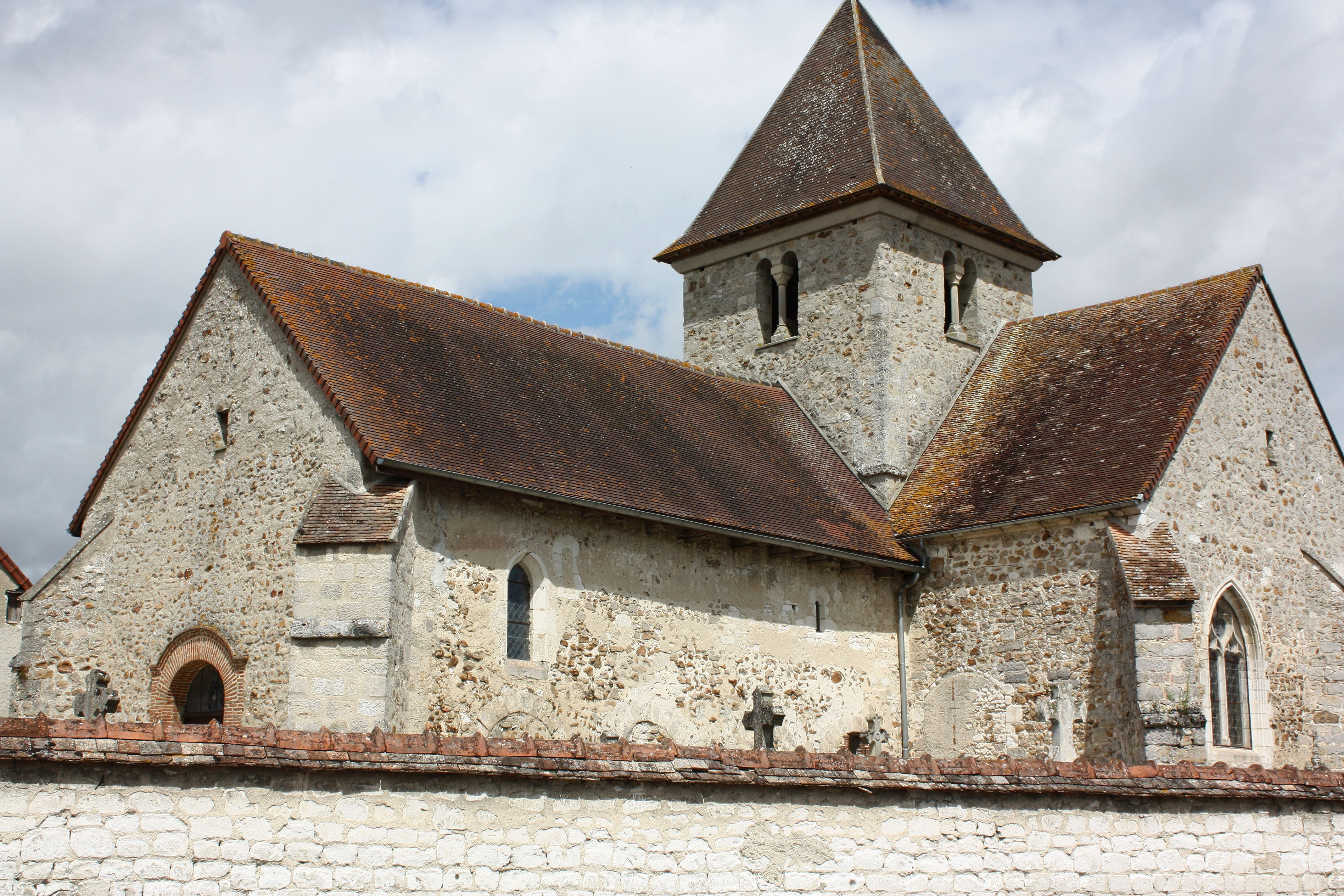
Kirche Saint-Maurice

- Kirche Saint-Maurice